# 37-мм автоматическая зенитная пушка M1
37-мм автоматическая зенитная пушка M1 (англ. 37mm Gun M1) — зенитная автоматическая пушка калибра 37-мм, разработанная в Соединённых Штатах Америки во второй половине 1930-х. Использовалась американской армией во Второй мировой войне для прикрытия войск от налётов авиации противника и как противотанковое средство для борьбы с лёгкими танками с легкобронированной бронетехникой противника при стрельбе прямой наводкой. До освоения производства американской модификации 40-мм зенитного орудия «Бофорс» в январе—феврале 1942 г., являлась единственным образцом зенитной артиллерии в Вооружённых силах США,. Занимавшаяся её изготовлением Colt Manufacturing Company была генеральным подрядчиком и эксклюзивным поставщиком зенитной артиллерии для армии и флота. Впоследствии это орудие было заменено в войсках на 40-мм американские лицензионные модификации шведского орудия «Бофорс», в десантных частях на британские «шестифунтовки» Mk IV на десантируемом лафете Mk III. В годы Холодной войны поставлялось в страны третьего мира из старых складских запасов.

## Разработка
Потребность в разработке нового средства противовоздушной обороны была продиктована возросшим со времени окончания Первой мировой войны практическим потолком боевых самолётов, а также их усилившимся бронированием, которое в сочетании с возросшей высотой полёта и другими лётными характеристиками, делала их практически неуязвимыми для огня зенитных пулемётов. В то же время, крупнокалиберные зенитные орудия, калибр которых превышал 76 мм, не обеспечивали требуемую степень мобильности войск, необходимой для современной манёвренной войны. Для этих целей была собрана группа американских инженеров при участии Джона Браунинга (в связи с чем орудие впоследствии именовали для краткости «Кольт-Браунинг»), перед которыми была поставлена тактико-техническая задача разработать средство ПВО под промежуточный боеприпас, затем к проекту подключились инженеры компании «Кольт» (которая и стала в итоге единственным правообладателем данного образца вооружения). Стандартизация нового образца вооружения была завершена к 1927 году. Тогда же, инженерам Уотертаунского арсенала и Франкфордского арсенала была поручена разработка лафетов и прицельных приспособлений. Несмотря на чрезвычайно медленные даже по меркам межвоенного периода темпы проектно-конструкторских работ (особенно в части создания лафетов и прицельных приспособлений), к осени 1938 г. зенитное орудие M1, включавшее в себя передвижной колёсный лафет полуприцепного типа M3 и прибор управления зенитным огнём M2 было готово к серийному производству. В течение последующих двух лет, с 1938 по 1940 гг., серийный образец претерпел ряд модификаций, в частности была снижена начальная скорость снаряда для предотвращения преждевременной детонации новых осколочно-фугасных трассирующих снарядов (предназначенных для повышения эффективности стрельбы и корректировки огня пристрелочным способом) и чтобы снизить износ ствола, повысив таким образом его живучесть. В конце 1940 г. прибор управления зенитным огнём M2 был заменён в пользу британского аналога, выпускавшегося по лицензии американской корпорацией «Сперри», так называемого «Предиктора Керрисона» (был назван так по фамилии разработчика — майора артиллерийской службы А. В. Керрисона), принятого на вооружение под индексом M7, который настолько превосходил своего американского конкурента, что технический комитет Управления вооружения армии рекомендовал его к незамедлительной закупке и постановке на вооружение. Оснащённое новым прицельным приспособлением, орудие получило войсковой индекс M3A1 (A от Advanced, т. е. «усовершенствованное, первой модели»). Впоследствии в конструкцию орудия также был добавлен комбинированный лафет M15 взамен крестообразного лафета M3.

## Производство
В отличие от выпускавшихся по лицензии американских модификаций шведского зенитного орудия «Бофорс» и швейцарского «Эрликон», 37-мм автоматическая зенитная пушка M1 за исключением отдельных деталей и приборов (таких как прибор управления зенитным огнём британского изготовления) была изделием национального производства, что весьма упрощало технологический процесс, так как, во-первых, не требовало перевода всех расчётов из метрической в американскую систему мер, во-вторых, позволяло организовать производство на основе чертежей американских конструкторов, знакомых с особенностями местной индустрии, в-третьих, не требовало согласования лицензионных вопросов с патентодержателями, так как единственным правообладателем на данный образец вооружения выступала Colt Patent Fire Arms Manufacturing Company (полное наименование компании на тот момент). Несмотря на свою репутацию и длительный стаж поставщика Армии США, компания «Кольт» давала весьма скромные показатели производства, не отвечавшие растущим потребностям вооружённых сил, — корпоративный менеджмент не справлялся с постоянными накладками, связанные с недоукомплектованностью предприятий рабочей силой, и не обеспечивал выполнение производственного плана, — так за 1941 г. было изготовлено и поставлено в войска 390 орудий. На следующий же день после нападения сил Императорского флота Японии на Пёрл-Харбор, 8 декабря 1941 г. заместитель военного министра США Роберт Паттерсон отдал распоряжение руководству компании «Кольт» и всех законтрактованных ею субподрядчиков, перевести производственные мощности и рабочий персонал на семидневную рабочую неделю с круглосуточной загрузкой станков и оборудования до тех пор, пока нехватка в зенитных пушках не будет восполнена, для этих же целей через несколько дней Паттерсон распорядился сменить менеджмент Хартфордского завода «Кольт» и назначил начальника Управления вооружения Армии США генерал-майор Чарльз Вессон лично ответственным за выполнение подрядчиком заказа, тот, в свою очередь, посетил упомянутый завод и призвал персонал и администрацию завода повысить показатели производства. Кроме того, Вессон счёл ненужными кадровые перестановки, вместо этого он приказал руководству Спрингфилдского арсенала командировать на завод «Кольт» группу инженерно-технических специалистов под руководством полковника Элберта Форда (будущий начальник Управления вооружения армии). Данные организационные мероприятия принесли хорошие результаты — свыше 6000 орудий было произведено в 1942 году, что более чем в пятнадцать раз превышало показатели производства за аналогичный период предыдущего года и почти в четыре раза превосходило президентский заказ на 1942 год (Президент США Ф. Д. Рузвельт требовал от американской военной промышленности всего 1600 зенитных пушек M1 в 1942 году, то есть увеличения объёмов производства на 300%, а они возросли на 1540%).

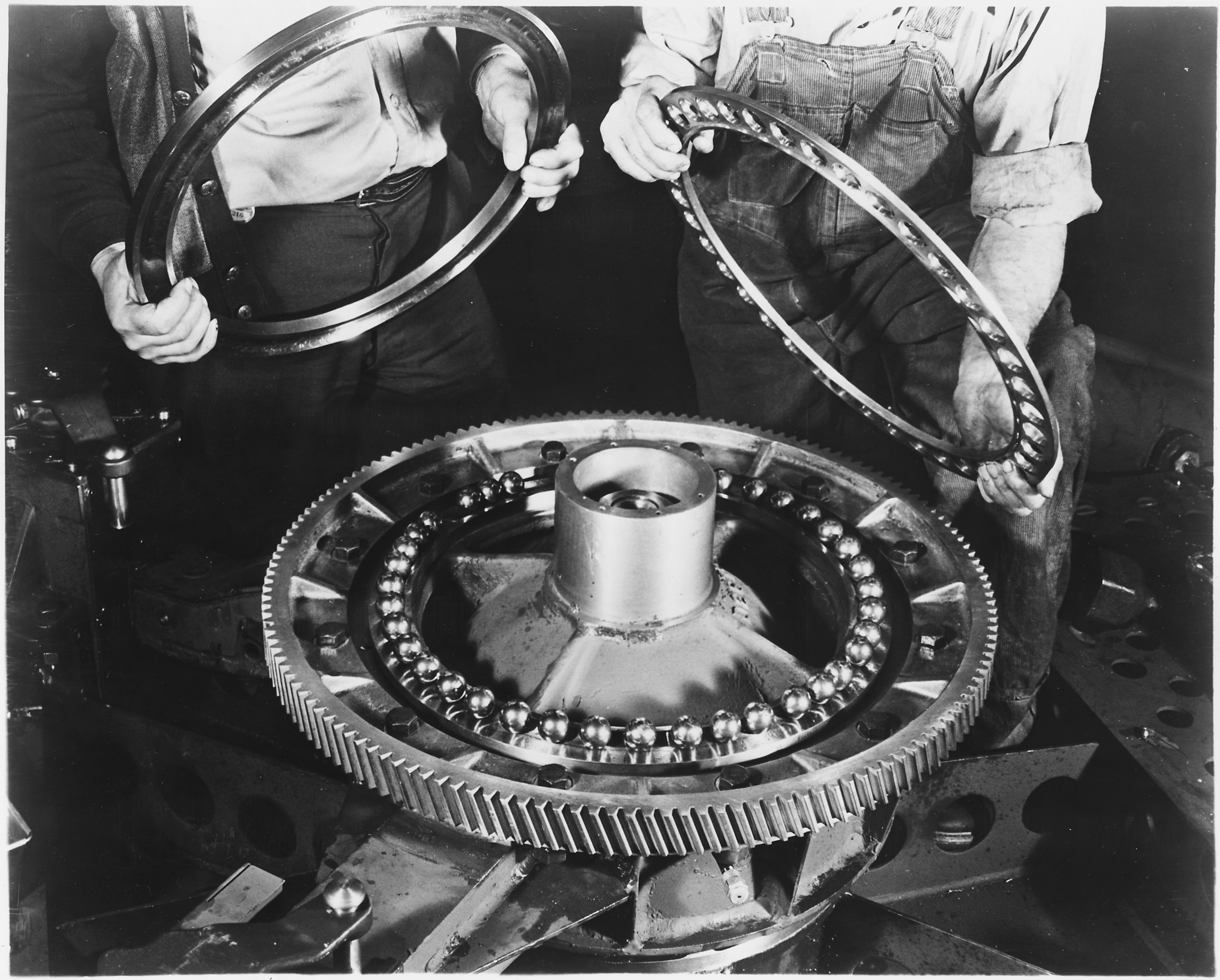
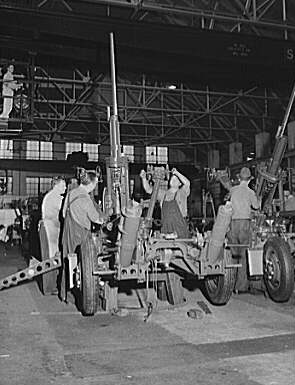

Производство приборов управления зенитным огнём M7 (включал в себя 1820 узлов при 11130 отдельных деталей) было развёрнуто на заводах «Форд».
В буксируемом варианте за 2-е полугодие 1940 года сдали 170 пушек, за 1941 — 334, в 1942 — 1969, в 1943, по июль — 1625. Кроме того с июля 1942 по март 1944 года было выпущено 3180 пушек М1А2 для вооружения ЗСУ Т28Е1, М15 и М15А1 на базе бронетранспортеров М3 и М3А1 (1942 — 282, 1943 — 1856, 1944 — 1042).

## Варианты
Кроме установки на четырёхколесном лафете, существовал вариант размещения пушки на шасси полугусениченого бронетранспортера M2 в спарке с двумя пулемётами «Браунинг» М2 (серия САУ T28E1/M15/ M15A1.

## Устройство
Два орудия были спарены при помощи буссоли М5 и устройства дистанционного управления М1, вся установка снабжалась энергией от генератора М5. В случае невозможности применения системы дистанционного управления, использовался прицел орудия.

## Боеприпасы
Для боепитания орудия использовались унитарные выстрелы с 37×223 мм гильзой.
| Боеприпасы        |                         |                        |             |                    |                                       |
| Тип               | Название                | Вес (снаряда/выстрела) | Наполнитель | Начальная скорость | Дальность горизонтальная/вертикальная |
| Бронебойный APC-T | Бронебойный APC-T M59A1 | 1,44/0,87 кг           | -           | 625 м/с            | 5,290/3,660 м                         |
| Осколочный HE-T   | Осколочный HE-T SD M54  | 1,21/0,61 кг           |             | 792 м/с            | 8,275/5,760 м                         |

| Бронепробивная способность* |       |       |         |         |
| Тип снаряда / Дистанция | 457 м | 914 м | 1,371 м | 1,828 м |
| APC-T M59A1 (гомогенная броня под углом 30°) | 23 мм | 18 мм | 15 мм   | 13 мм   |
| APC-T M59A1 Shot (поверхностно-закалённая броня под углом 30°) | 25 мм | 18 мм | 15 мм   | 13 мм   |
| *Примечание: зачастую прямое сопоставление невозможно, так как в разных странах в разное время предпринимались различные эксперименты по определению пробивной способности орудия M1/M2/М59. |       |       |         |         |